# Vitrinellidae
Vitrinellidae zijn een familie van weekdieren uit de klasse van de Gastropoda (slakken).

## Geslachten
- Circulus Jeffreys, 1865
- Monodosus Rubio & Rolán, 2016
- Vitrinella C. B. Adams, 1850